# 日産・FDエンジン
日産・FDエンジンとは、日産自動車が主にトラック・バス用として用いるため、UDトラックス（旧:日産ディーゼル）で生産されていた水冷直列4気筒ディーゼルエンジンの系列である。

## バリエーション

### FD33系 3,298cc

#### FD33
- 排気量3,298 cc　直噴式
- 最高出力/発生回転数 : 100 PS（74 kW）/3,600 rpm
- 最大トルク/発生回転数 : 23.5 kg・m（230 N・m）/2,000 rpm
- 燃料 : 軽油

#### FD33T
- 3,298cc　直噴式ターボ
- スペック：120PS（88kW）/3,600rpm　29.0kg・m（284N・m）/2,000rpm
- 軽油

### FD35系 3,465cc

#### FD35
- 3,465cc　直噴式
- スペック：105PS（77kW）/3,500rpm　25.0kg・m（245N・m）/2,000rpm
- 軽油

#### FD35T
- 3,465cc　直噴式ターボ
- スペック：130PS（96kW）/3,500rpm　30.0kg・m（294N・m）/2,000rpm
- 軽油

### FD42系 4,214cc

#### FD42
- 4,214cc　直噴式
- スペック：125PS（92kW）/3,200rpm　30.5kg・m（299N・m）/2,000rpm
- 軽油

### FD46系 4,617cc

#### FD46
- 4,617cc　直噴式　直列4気筒
- スペック：135PS（99kW）/3,000rpm　33.5kg・m（329N・m）/1,800rpm
- 軽油

#### FD46T
- 4,617cc　直噴式　直列4気筒ターボ
- スペック：185PS（136kW）/3,000rpm　47.0kg・m（461N・m）/1,800rpm
- 軽油

## 搭載された車種
- FD33
  - アトラス/コンドル（H40）1984年2月-1986年11月
- FD33T
  - アトラス/コンドル（H40）1983年1月-1986年11月
  - シビリアン（W40）1984年7月-1988年5月
- FD35
  - アトラス/コンドル（H40）1986年11月-1991年12月
- FD35T
  - アトラス/コンドル（H40）1986年11月-1991年12月
- FD42
  - アトラス（H41）/コンドル（S41）1991年10月-1995年6月
- FD46
  - アトラス（H41）/コンドル（S41）1991年10月-1995年6月
- FD46T
  - コンドルSS
  - コンドルZ